# Caolas an Dùin

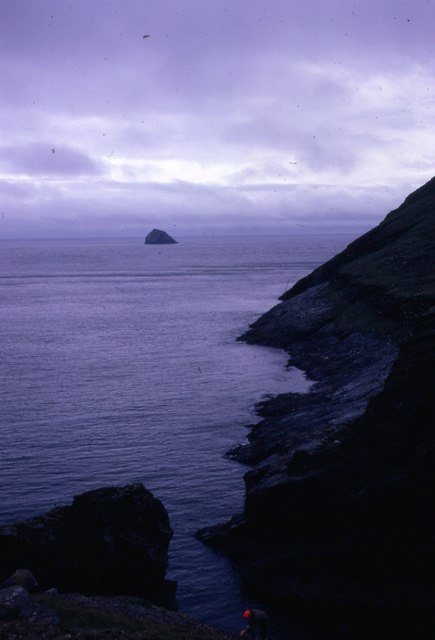
Caolas an Duin

Caolas an Duin (en: Dun passage) – naturalny kanał morski oraz cieśnina pomiędzy wyspą Dùn a Hirtą w archipelagu St Kilda.
Cieśnina ma dwadzieścia metrów szerokości. Wzdłuż kanału wznoszą się wysokie na 50 m klify. W przeszłości kanał ten nie istniał i obie wyspy były połączone. Na kanale znajdują się także dwie kolumny (lub małe wysepki): Sgeir Mhor i Giasgeir.